# Expédition normande sur Djerba et Mahdia
L'expédition normande sur Djerba et Mahdia en 1135 oppose la marine normande aux Hammadides de Béjaïa, eux-mêmes en conflit avec la dynastie apparentée des Zirides badicides retranchés dans leur capitale Mahdia, dans un contexte d'émiettement de leur domaine.

## Contexte
Les Hammadides et les Zirides badicides d'Ifriqiya ont le même ancêtre, originaire du Maghreb central, mais vont connaître une scission puis une rivalité. Le déclin des Zirides en Ifriqiya et leur recul face aux Hilaliens et aux Normands incite les Hammadides à entreprendre la réunification du domaine ziride à leur bénéfice. Certaines villes comme Tozeur se rattachent aux souverains du Maghreb central dès 1062. Le sultan hammadide Yahya Ibn Al Aziz lance, depuis sa capitale Béjaïa, une série d'expéditions pour prendre l'Ifriqiya : ils s'empare de Tunis en 1128, puis se dirigent vers Mahdia en 1135.  
Roger II de Sicile est sollicité pour venir en appuis aux Zirides. Il entretient de bonnes relations avec ces derniers, déclinant même la participation à une précédente coalitions de navire pisans et génois contre Mahdia. Une escadre sicilo-normande de vingt navires dégage le siège de Mahdia et pille Gabès au main d'un dissident opposé à l'émir ziride Al Hassan. L'escadre sicilo-normande rentre chargée de butin en Sicile. Elle s'empare au passage de Djerba, nid de pirates sous tutelle hammadide,.  

## Conséquence
Cette situation met les Zirides en péril : ils sont obligés de concéder quasiment tout le littoral aux Normands et la paix de 1140 entre Zirides et Normands prend des airs de capitulation. Le succès des Zirides, qui reprennent Gabès en 1147 à un partisan des Normands, ne peut inverser la tendance. En 1148, Georges d'Antioche s'empare de Mahdia, et c'est le coup de grâce pour les Zirides dont le dernier émir Al Hassan doit s'exiler à Alger, où les Hammadides le font mettre en résidence surveillée.